# Kijūrō Shidehara
Kijūrō Shidehara (jap. 幣原 喜重郎 Shidehara Kijūrō; ur. 13 września 1872 w Kadomie w prefekturze Osaka, zm. 10 marca 1951 w Tokio) – japoński polityk i dyplomata, który jako minister spraw zagranicznych (1924–1927 i 1929–1931) był zwolennikiem pojednania z Chinami i ekspansji gospodarczej, a nie militarnej. Po krótkim okresie urzędowania na stanowisku premiera (1945–1946) został przewodniczącym japońskiego parlamentu (od 1946).

## Życiorys
W 1895 roku ukończył prawo w Tokio, po czym rozpoczął pracę w służbie dyplomatycznej. Przed I wojną światową pracował w placówkach w Europie i Stanach Zjednoczonych, a od 1915 roku do 1919 roku pełnił funkcję wiceministra spraw zagranicznych. Sprawując urząd ambasadora w Stanach Zjednoczonych, odegrał poważną rolę w japońskim sukcesie na konferencji w Waszyngtonie w latach 1921–1922, która dotyczyła zniwelowania zbrojeń na morzu i złagodzenia napięcia w stosunkach z Chinami. Na stanowisku ministra spraw zagranicznych popierał wypełnienie przez Japonię zobowiązań wobec Ligi Narodów oraz politykę neutralności w kwestiach Chin.
Koniec jego umiarkowanej polityki nastąpił w 1931 roku, kiedy podał się do dymisji w warunkach potęgowaniu się wpływów wojskowych dowódców. Składając urząd ministerialny, złożył jednocześnie protest przeciwko japońskiej okupacji Mandżurii. Do zakończenia II wojny światowej nie angażował się w politykę, po czym objął przywództwo Japońskiej Partii Postępowej, tworząc w październiku 1945 roku nowy rząd przy pomocy amerykańskiego generała Douglasa MacArthura. Jako konserwatywny reformator cieszył się poparciem okupacyjnych władz amerykańskich, które chętnie z nim współpracowały, szczególnie w sprawie rezygnacji z boskiej godności cesarza Hirohito i przy zachowaniu instytucji cesarza jako symbolu suwerenności i jedności Japonii. Shidehara to również autor artykułu 9 japońskiej konstytucji, który delegalizował wojnę i zobowiązywał Japonię do nieutrzymywania sił wojskowych. W kwietniu 1946 roku miały miejsce pierwsze po II wojnie światowej wybory w Japonii, w których Shidehara poniósł polityczną klęskę, bezskutecznie usiłując zapewnić poparcie społeczeństwa dla swej partii. Objął jednak funkcję przewodniczącego parlamentu.